# Império de Tiauanaco-Huari
O Tiauanaco-Huari foi uma formação política que surgiu no ano 500 com a fusão de dois estados na América Pré-Colombiana na área central das colinas de norte do Peru.

## História
O chamado Império de Tiauanaco-Huari foi a fusão de duas influentes Culturas de Hauri e Tiauanaco, que se desenvolveu nos Andes. Esses dois povos tinham uma tendência maior a se juntar, exatamente por ja terem percebido que quando se anexa vários povos existe uma chance maior de sobrevivência assim como uma tendência a crescer economicamente, socialmente e militarmente. Os povos huaris já haviam feito isso antes quando juntaram os povos de Nazca e Huarpa.
Essa junção não eliminou suas presenças culturais, pelo contrario, impulsionou as mesmas para outras regiões vizinhas, ajudando a manutenção de suas sobrevivências no seu conturbado ciclo de sobrevivência, além de ajudar na influencia sobre estados vizinhos que não tinham a mesma estabilidade do império, levando a anexação desses de forma pacifica pelos tiauanacos e huaris, obviamente que nem todas foram assim tão pacificas mas nesses momentos o poder militar do império demonstrava sua força.
Por volta do século X, o Império chega a seu apogeu, porem por volta do século XII ele começa a declinar, já tinha perdido grande parte de sua influencia na região, possivelmente graças a guerras civis ou invasões de vizinhos poderosos, podendo ainda ser contando talvez a disputa entre poderosos governantes e comerciantes, ou levantes de regiões remotas que já poderiam está demonstrando sinal de cansaço de serem administradas por sedes distantes, a questão é, que depois do século XII o império desaparece. Os huaris foram os que tiveram o fim mais trágico, sendo completamente destruídos, lutando individualmente com cada reino e sem comunicação com seus aliados esse povo foi eliminado por completo. Os tiauanacos foram reduzidas a um pequeno reino sem influencia, na sua região original ao redor do Lago Titicaca, onde subsidiou algum tempo.
Porem a sua participação na história foi crucial para influenciar os próximos reinos a seguirem seus exemplos de integração, que foi política oficial de todos os reinos posteriores.

## Economia
A fusão dessas duas poderosas culturas fez com que a expansão do comércio fosse excepcional, podendo ser listado vários centros culturais e comerciais como: Uiracochapampa (La Libertad), Huilcauaín (Áncash), Cajamarquila e Pachacámac (Lima), Huarivilca (Junín), Piquilacta (Cusco) e Pucará (Puno).
O comércio ficou mais centrado em Huari, graças a posição estratégica que ocupava. Os produtos que eram comercializados em seus centros eram os feitos de lã dos tiauanacos, enriquecido com cores provenientes do carmim da Chochinila, comum na zona de Ayacucho. A iconografia têxtil representava várias coisas como deuses, cabeças humanas, etc. O produto do intercambio podia manter os habitantes das cidade huaris, que enviavam o excedente aos tiauanacos. A agricultura e a pecuária ainda se mantiveram como principal atividade econômica do império. Outra atividade que era comum nos centros de comércio eram os feitos com Cerâmica e Pedras Preciosas.

## Politica
Os focos governamentais locais estavam fixados em segurança, nos bons costumes, na justiça e no bem-esta da nação. Foram os membros desse império que consolidaram a tendência a reciprocidade que depois seria marca dos reinos que ocuparam essa região.

### Império ou não?
É debatido se o fenômeno Huari pode ser chamado de Império, alguns arqueólogos como Ruth Shady sugeriram que Huari não fosse um império mas sim uma rede econômica entre os centros huaris. No entanto, alguns pesquisadores, incluindo William Isbell, Katherine Schreiber e Luis Lumbreras, argumentaram sobre a política centralista dos huaris.

### Administração
Mesmo que os huaris possivelmente tivessem uma significativa organização e poder administrativo, se mantiveram desconcentrados na origem política e artística, emergiram evidencias que sugeriram que isso era efeito das habilidades difundidas pelos tiauanacos no norte, a formação ideológica entre os huaris e os tiauanacos podem ser traçadas anteriormente aos pucarás, e depois em um período intermediário nas culturas do norte do Lago Titicaca. Essa política aparentemente sobreviveu até o ano 1100, quando entrou em colapso possivelmente como resultado de tanto mudanças naturais como estresses internos sócio-políticos.

## Força militar
Os membros desse império eram culturalmente avançados e ja tinham experiencia com vários tipos de metais, já tinham trabalhos com bronze que permitiu a superioridade militar a frente de seus rivais, o que permitiu que o seu império tivesse soberania sobre grande território, a sociedade era definitivamente uma sociedade guerreira.